# 獄の棘
『獄の棘』（ひとやのとげ）は、大門剛明による日本の社会派ミステリー小説。
2017年3月にWOWOW連続ドラマW枠で『ヒトヤノトゲ〜獄の棘〜』のタイトルでテレビドラマ化された。

## 概要
小説はオムニバス形式となっており、7つのストーリーが収録されている。弘前刑務所の新人刑務官である武島良太が、法務省出身で剛腕の新任看守長から指示されて秘密裏に内部調査を開始、刑務所内のギャンブル、脱獄、いじめ、偽装結婚といった様々な問題が次第に明るみに出ていく。
7つのストーリーのうち「赤落ち」「脱獄の夜」「獄の棘」「銀の桜」はいずれも『本の旅人』にて初出。3つの書き下ろしストーリー「プリズン・グルーピー」「幸せの天秤」「矯正展の暗号」を加えて、2014年2月に角川書店より単行本が出版された。2017年2月に文庫化。

## あらすじ
武島良太は弘前刑務所に勤務する新人刑務官である。父も祖父も刑務官であり、祖父から親子三代が弘前刑務所に勤務する刑務官という家柄であった。
弘前刑務所には20代後半で刑務所統括の地位にある名久井惣一がいる。名久井はいわゆるキャリア組で刑務所内の改革を進めたいと考えている。良太は名久井に気に入られ、名久井の指示で刑務所内部の不祥事について極秘調査を行うことになる。
良太は調査を通じて、赤落ちと呼ばれる刑務官同士で行われている賭事、模範囚が企てる脱獄、受刑者と一般女性の偽装結婚、受刑者内で行われているいじめ、刑務官の不正といった様々な問題と向き合うことになり、最後に名久井の複雑な背景が明かされる。

## 登場人物
- 武島良太 - 新人刑務官。祖父から三代連続で同じ弘前刑務所で刑務官を務める。
- 名久井惣一 - 統括矯正処遇官。20代後半で統括の地位にある。キャリア組。
- 川岸次道 - 看守部長。自衛隊員を経て刑務官となった。
- 秋村繁晴 - 看守部長。良太の教育係。博打好き。
- 与田悦子 - 良太の恋人。元刑務官。良太とは初等科研修で知り合った。

## テレビドラマ
WOWOW「連続ドラマW・日曜オリジナルドラマ」にて『ヒトヤノトゲ〜獄の棘〜』のタイトルで2017年3月19日から4月23日まで放送された。全6話。
原作の舞台は「弘前刑務所」という名称であったが、ドラマ化にあたって「北関東刑務所」という名称に変更されている。いずれも実在しない架空の刑務所である。それ以外にも人物設定など変更されている点が多くある。
2017年8月に角川書店によりDVD化された。

### キャスト
刑務官
- 武島良太 - 窪田正孝 : 新人刑務官。父耕介と同じ北関東刑務所で刑務官となる。
- 武島耕介 - モロ師岡 : 良太の父。北関東刑務所に勤務していたが13年前に事故死。
- 田崎孝太郎 - 螢雪次朗 : 北関東刑務所長。
- 平沼秀直 - 中村育二 : 処遇部長。刑務所のNo.2。名久井の理解者。
- 名久井惣一 - 小澤征悦 : 新任看守長。法務省キャリア官僚。刑務所内の刷新を企てている。
- 岩本康隆 - 池田成志 : 副看守長。受刑者の神宮と癒着。
- 秋村繁晴 - 萩原聖人 : 看守部長。良太の教育係。博打好き。
- 川岸次道 - 有薗芳記 : 看守部長。
- 中島 - 大高洋夫 : 看守部長。岩本を通じて受刑者の神宮と癒着。
- 前橋力 - 大西武志 : 看守部長。良太の上司。
- 野間 - 荒谷清水 : 受付。
- 小田優一 - 駒木根隆介 : 看守。良太の同僚。親子三代刑務官という家柄の若手刑務官。
- 伊藤 - 小池真護 : 刑務官。

2舎103号房受刑者
- 長谷川義人 - 辻本祐樹 : 少女に対する連続性犯罪で服役中。
- 三好和則 - 松角洋平 : 長谷川へのイジメに加担。
- 山口功一 - 日向とめ吉 : 長谷川へのイジメに加担。

3舎104号房受刑者
- 楠美明人 - 古河耕史 : 殺人の容疑で服役中。元ロックシンガー。
- 奈良岡一翔 - 稲荷卓央 : 窃盗暴行致死罪で服役中。イジメにあう野口を庇う。
- 野口真一 - 江藤漢斉 : 数字が数えられないほど耄碌している。刑務官岩本から暴行を受け続けている。

4舎304号房受刑者
- 神宮是清 - 泉谷しげる : 暴力団神宮組組長。殺人罪で服役中。刑務官を懐柔して手下のみが集められた監房で不自由なく生活している。
- 森本譲治 - 中野英樹 : 神宮組No.2。
- 高村隆志 - ノモガクジ : 神宮組組員。

他受刑者
- 志田幸樹 - 綾田俊樹 : 未決囚。ラーメン志田店主。ひき逃げの容疑で収監中。
- 木原康雄 - 古川がん : 森本及び刑務官中島と通じて刑務所外からの物資調達に加担していた。
- 須郷悟史 - 林和義 : 良太の父耕介の事故死の直前に獄中死した。耕介の事故死の謎に関わる。

その他
- 与田悦子 - 野波麻帆 : 北関東刑務所の近くにある居酒屋「月灯」店主。元刑務官。
- 志田直子 - 安藤輪子 : 志田幸樹の娘。
- 奥﨑進 - 深水元基 : ラーメン評論家。
- 竹内美代子 - 河井青葉 : プリズン・グルーピー。収監中の楠美明人を支える。
- 神宮省吾 - 田中要次 : 神宮組組長代行。神宮是清の甥。
- 高橋 - 瀧川鯉昇 : 良太の父の事故死を担当した刑事。
- 子安正則 - 外波山文明 : 子安鋳造工場社長。空き巣に入った17歳の少年に8歳の息子を殺害された被害者遺族。
- 中村圭太 - 松永拓野 : 子安の工場に空き巣に入った際に子安の息子を殺害した。

### スタッフ
- 脚本 - 鈴木智
- 音楽 - 安川午朗
- プロデューサー - 堤口敬太,角田朝雄,宮内眞吾
- 監督 - 平山秀幸
- 制作協力 - 東映東京撮影所
- 製作著作 - WOWOW

### 放送日
| 放送回 | 放送日  | サブタイトル |
| ------ | ------- | ------------ |
| 第1話  | 3月19日 |              |
| 第2話  | 3月26日 |              |
| 第3話  | 4月02日 |              |
| 第4話  | 4月09日 |              |
| 第5話  | 4月16日 |              |
| 第6話  | 4月23日 |              |

| WOWOW 日曜オリジナルドラマ 連続ドラマW                                              | WOWOW 日曜オリジナルドラマ 連続ドラマW         | WOWOW 日曜オリジナルドラマ 連続ドラマW                |
| 前番組                                                                              | 番組名                                         | 次番組                                                |
| ----------------------------------------------------------------------------------- | ---------------------------------------------- | ----------------------------------------------------- |
| 日テレ×WOWOW×Hulu共同製作ドラマ 銭形警部 真紅の捜査ファイル (2017.2.19 - 2017.3.12) | ヒトヤノトゲ〜獄の棘〜 (2017.3.19 - 2017.4.23) | 社長室の冬-巨大新聞社を獲る男 (2017.4.30 - 2017.5.28) |